# Parahypopta caestrum
Espèce
Synonymes
- Bombyx caestrum Hübner, 1804
- Cossus teredon Boisduval, 1829
- Hypopta caestrum var. caucasica Grum-Grshimailo, 1902
- Cossus caestrum var. deserta Fischer von Waldheim, 1832

Parahypopta caestrum (le cossus-touret, le cossus de l'asperge ou la chenille à fourreau de l'asperge) est une espèce de lépidoptères (papillons) de la famille des Cossidae.
L'espèce est trouvée en Eurasie (sud de l'Europe, Moyen-Orient).
La larve de cette espèce se nourrit sur Asparagus officinalis, Asparagus maritime, Asparagus tenuifolius, Asparagus albus, Asparagus acutifolius et Celtis australis.

## Publication originale
- (de) Jakob Hübner, Sammlung europäischer Schmetterlinge, 1804.